# Never Forget You (Zara Larsson e MNEK)
Never Forget You è un singolo della cantante svedese Zara Larsson e del cantante britannico MNEK, pubblicato il 22 luglio 2015 come secondo estratto dal secondo album in studio di Zara Larsson So Good.

## Descrizione
Settima traccia dell'album, Never Forget You è un brano elettropop e dance.

## Video musicale
Il video musicale, diretto da Richard Paris Wilson e girato in Islanda, è stato reso disponibile il 17 settembre 2015 tramite il canale YouTube della Larsson. La clip trae una bambina che incontra una creatura, o perlomeno trova un "amico immaginario", e mostra delle scene in cui la bambina cresce e pensa sempre alla creatura.

## Tracce
Testi e musiche di Zara Maria Larsson, Uzoechi Emenike e Arron Davey.
Download digitale, streaming
1. Never Forget You – 3:33

Download digitale, streaming – Remixes EP
1. Never Forget You (MNEK VIP) – 6:01
2. Never Forget You (LuvBug Remix) – 4:43
3. Never Forget You (Bearcubs Remix) – 4:04
4. Never Forget You (Kove Remix) – 4:12
5. Never Forget You (Mr. Belt & Wezol Remix) – 4:54
6. Never Forget You (Ragz Originale Remix) (feat. Nick Brewer) – 3:01

## Formazione
Hanno partecipato alle registrazioni, secondo le note di copertina di So Good:
Musicisti
- Zara Larsson – voce
- MNEK – voce

Produzione
- MNEK – produzione, registrazione
- Astronomyy – co-produzione
- Șerban Ghenea – missaggio
- John Hanes – assistenza al missaggio
- Matt Colton – mastering

## Classifiche

### Classifiche settimanali
| Classifica (2015-16) | Posizione massima |
| -------------------- | ----------------- |
| Australia            | 3                 |
| Austria              | 44                |
| Belgio (Fiandre)     | 9                 |
| Belgio (Vallonia)    | 61                |
| Canada               | 15                |
| Croazia              | 11                |
| Danimarca            | 5                 |
| Finlandia            | 4                 |
| Francia              | 105               |
| Germania             | 20                |
| Irlanda              | 15                |
| Italia               | 52                |
| Norvegia             | 2                 |
| Nuova Zelanda        | 6                 |
| Paesi Bassi          | 8                 |
| Polonia              | 43                |
| Portogallo           | 35                |
| Regno Unito          | 5                 |
| Repubblica Ceca      | 20                |
| Romania              | 76                |
| Slovacchia           | 18                |
| Spagna               | 92                |
| Stati Uniti          | 13                |
| Svezia               | 1                 |
| Svizzera             | 32                |
| Ucraina              | 26                |
| Ungheria             | 20                |

### Classifiche di fine anno
| Classifica (2015) | Posizione |
| ----------------- | --------- |
| Australia         | 65        |
| Regno Unito       | 47        |
| Svezia            | 47        |
| Classifica (2016) | Posizione |
| Australia         | 87        |
| Belgio (Fiandre)  | 75        |
| Canada            | 45        |
| Germania          | 78        |
| Nuova Zelanda     | 42        |
| Paesi Bassi       | 49        |
| Regno Unito       | 55        |
| Stati Uniti       | 46        |
| Svizzera          | 22        |
| Ungheria          | 48        |